# Krandegan (Gandusari)
Krandegan is een bestuurslaag in het regentschap Trenggalek van de provincie Oost-Java, Indonesië. Krandegan telt 3648 inwoners (volkstelling 2010).